# Einradhockey

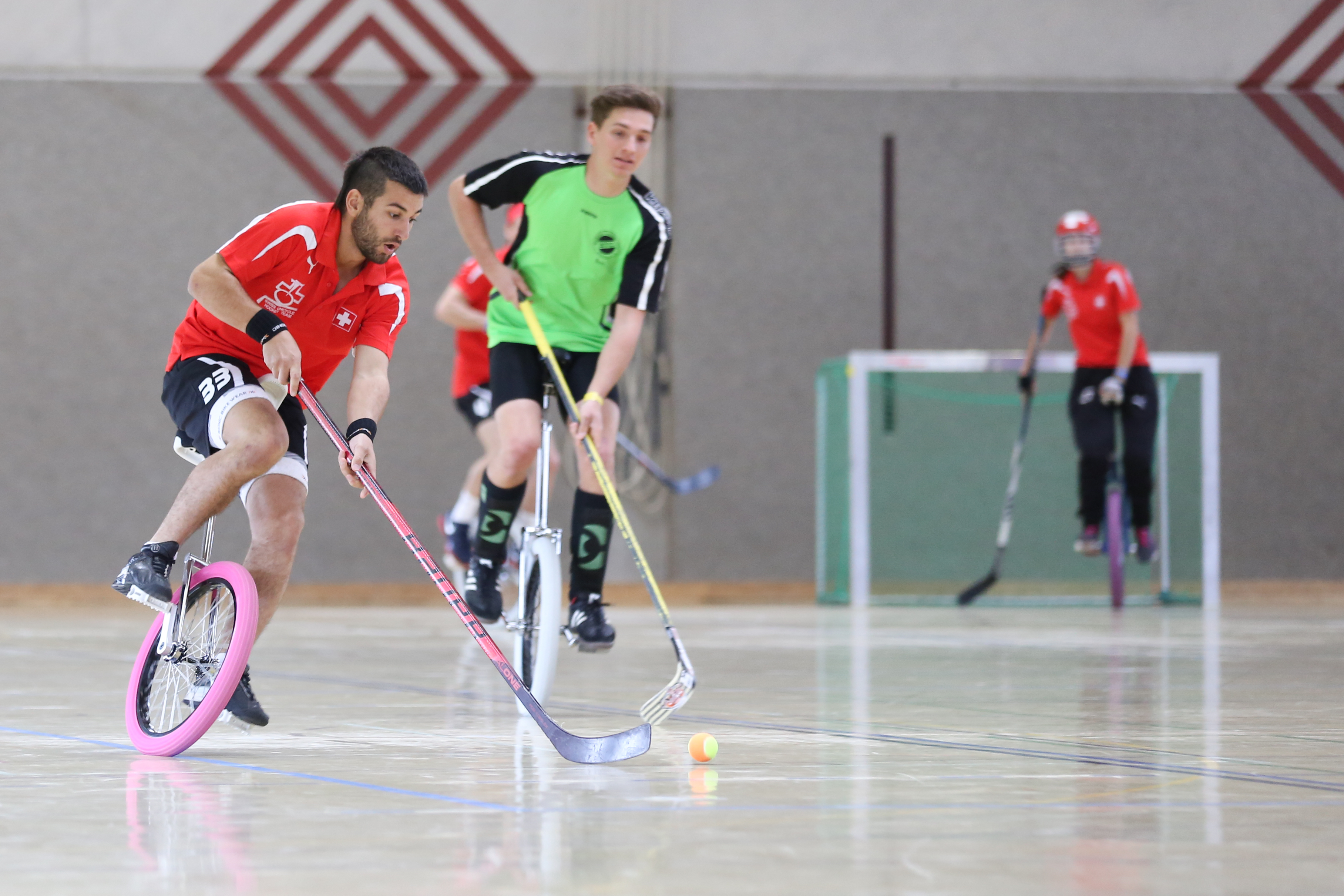
Spielszene beim Einradhockey, Eurocycle (Europameisterschaft) 2013

Einradhockey ist eine Ballsportart, die auf dem Einrad ausgeübt wird. Sie wird mit Eishockeyschläger und Tennisball gespielt. Heute wird Einradhockey weltweit in vielen Ländern gespielt, unter anderem in Australien, der Schweiz und Deutschland. Die Teams können dabei unabhängig von Alter und Geschlecht zusammengesetzt sein.

## Regeln
Beim Einradhockey spielen zwei Mannschaften gegeneinander. In jeder gibt es vier Feldspieler und einen Torwart, der jedoch keine besonderen Rechte hat. Er darf jederzeit gewechselt werden.
Es wird mit Eishockeyschlägern und einem Tennisball auf Eishockeytore gespielt. Zugelassen sind Einräder mit Radgrößen bis 24 Zoll. Das Spielfeld ist von einer Bande umgeben und es kann auch hinter den Toren gespielt werden. Einradhockey wird ohne Körpereinsatz gespielt. Es ist untersagt, die Schlägerkelle über Hüfthöhe zu halten oder den Schläger zu werfen.
Ein Foul wird begangen, wenn der Schläger unter oder in das Einrad eines Gegenspielers gerät. Bei normalen Verstößen gibt es einen Eckstoß oder Freistoß. Besonders harte oder unsportliche Verstöße werden mit 2- oder 5-Minutensperren für den betreffenden Spieler geahndet. Wurde durch ein Foul eine klare Torchance verhindert, bekommt die benachteiligte Mannschaft einen 6,50-m-Strafstoß (ähnlich Elfmeter beim Fußball). Wenn der Ball ins Aus gerät, gibt es einen Freistoß vom Rand des Spielfeldes.
Ein Spiel umfasst zwei Halbzeiten, deren Dauer sich nach dem Turnierplan richtet. Üblich sind 9 bis 20 Minuten pro Halbzeit. Ist ein Spiel, das einen Sieger erfordert (K.-o.-Modus und (Halb-)Finalspiel), nach der regulären Spielzeit noch unentschieden, gibt es einmal fünf Minuten Verlängerung ohne Golden Goal. Ist der Spielstand auch dann noch unentschieden, gibt es ein Penalty-Schießen. Hier wählen die Mannschaften abwechselnd einen Schützen und einen Torwart aus, die gegeneinander antreten. Der Schütze startet mit dem Ball an der Mittellinie, während der Torwart im Tor steht. Der Schütze darf sich auf dem Einrad nur  Richtung Tor vorwärts bewegen. Falls das Einrad in die entgegengesetzte Richtung bewegt wird, gilt der Angriff als fehlgeschlagen. Sobald der Schütze angreift, darf der Torwart sich vom Tor entfernen. Gespielt werden 3 Penalties je Team. Bei Gleichstand wird um je einen Schützen weitergespielt, solange, bis eine Mannschaft trifft und die andere vergibt.
Die Tabelle innerhalb Deutschlands ist in Kategorien von A bis F eingeteilt, wobei F die schlechteste und A die beste Rangordnung ist. Turniere werden meistens nur über wenige Ränge gespielt, um ein umkämpftes Turnier sicherzustellen. Es werden Punkte pro Turnier gesammelt und so kann man auf bzw. absteigen. Beispielsweise stiegen die „Geisterfahrer“ aus Borken im März 2023 von den CD in den BC-Bereich auf, durch ein gewonnenes Turnier in Düsseldorf.

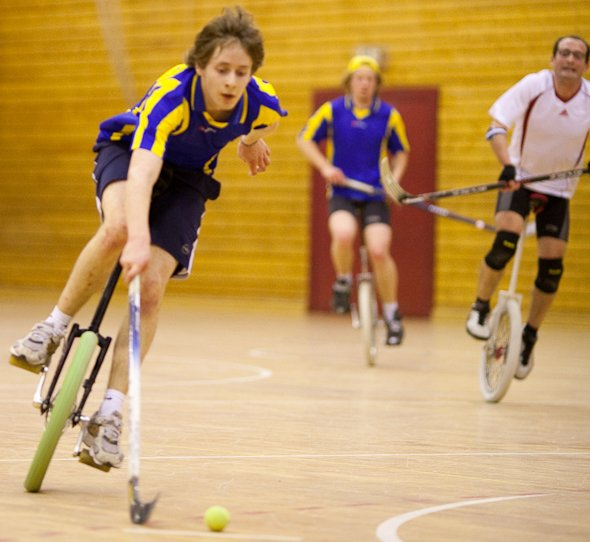
Deutsche Meisterschaft 2009

## Einradhockey in Deutschland

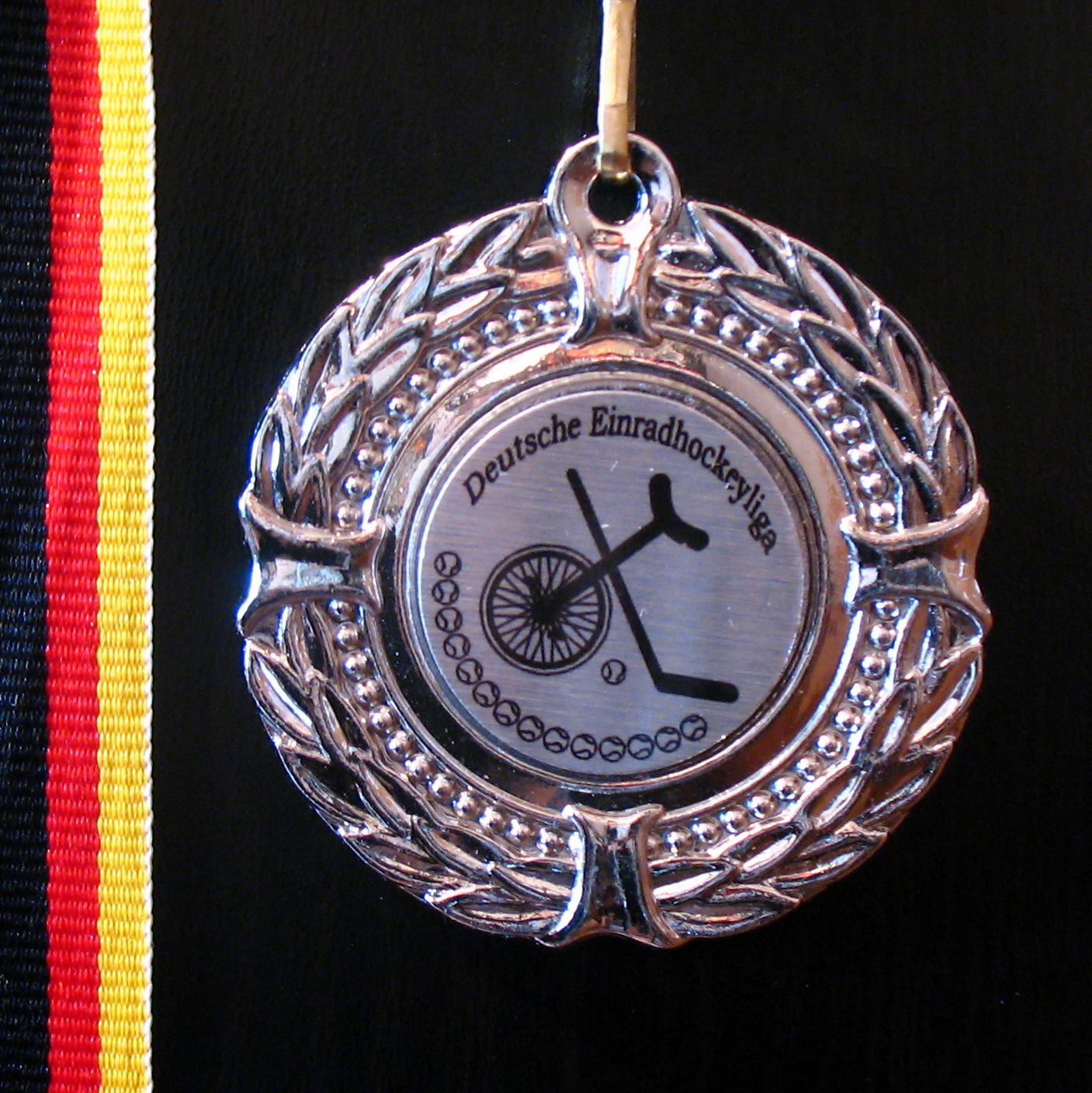
Silbermedaille mit Logo der Deutschen Einradhockeyliga

Die vermutlich älteste Dokumentation dieser Sportart in Deutschland ist eine kurze Szene
in dem Film Varieté (1925), in der zwei Männer auf der Bühne Einradhockey vorführen. In den 1970er Jahren brachte der Japaner Takafumi Ogasawara den Einradhockeysport nach Deutschland.
LaHiMo, die erste deutsche Einradhockeymannschaft, wurde 1985 im rheinländischen Langenfeld gegründet. Die zweite Mannschaft, die Uniwheelers Bremen, wurde erst 1990 von Jens Stemminger gegründet, ein Jahr später kam mit Radlos aus Frankfurt am Main eine dritte Mannschaft hinzu. Weitere Mannschaften folgten, sodass 1995 mit 13 Mannschaften die Deutsche Einradhockeyliga gegründet wurde. Seit 1996 spielt diese jährlich in einem Turniermodus den deutschen Meister im Einradhockey aus. In der Saison 2005 waren dann schon 51 Mannschaften beteiligt, in der Saison 2019 sind es 89 Mannschaften aus 12 deutschen Bundesländern sowie Großbritannien, Tschechien und den Niederlanden. Die Tabelle wird seit 1996 über Punkte gebildet, die auf Turnieren erspielt werden.
Die Deutsche Meisterschaft wird nach der regulären Saison in einem eigenen Abschlussturnier ausgespielt. Es qualifizieren sich die besten vier Teams, ergänzt durch die besten beiden Teams aus dem vorher stattfindenden Qualifikationsturnier.
Es gibt in Deutschland zwei Einradhockeyhochburgen: das Ruhrgebiet und die Gegend um Frankfurt am Main.

## Schweiz
Anfang der 1990er Jahre wurde der Sport von Jojo Mühlmeyer in der Schweiz eingeführt. Auch in der Schweiz gibt es einige gute Einradhockey-Mannschaften. Seit dem Jahr 2003 wird dort die jährliche Schweizermeisterschaft Swiss Unicycle Hockey League in einem Ligasystem mit circa 20 Mannschaften in drei Ligen mit Auf- und Abstieg ausgetragen. 2003 konnte auch zum ersten Mal eine Schweizer Mannschaft Europameister werden und löste damit den Seriensieger Deutschland ab. In 2004 schlug die Schweiz Deutschland auch in der Weltmeisterschaft, dieser Titel ging danach auch 2006 und 2010, sowie 2012 und 2016 in die Schweiz.

## Einradhockey International
Im Jahr 1960 wurde Einradhockey als eine der Aktivitäten des Albuquerque Unicycle Club erwähnt, der 1957 gegründet wurde und damals der einzige bekannte Einradclub in den Vereinigten Staaten und der Welt war. 1971 wurde das Spiel in Japan gespielt.
Das erste britische Einradhockeyteam der Neuzeit wurde von den Lehrlingen von David Mariner, einem Hersteller von DM-Einrädern, von der Firma DM Engineering gegründet. 1987 wurde LUNIS, ein Team mit Sitz im Norden Londons, gegründet, was bedeutete, dass wettbewerbsfähige Einradhockeyspiele im Vereinigten Königreich ausgetragen werden konnten, 1988 fand ein nationaler Wettbewerb in Covent Garden in London statt, den LUNIS gewann. 
Die erste Europameisterschaft wurde im September 1993 auf der European Juggling Convention in Birmingham (Vereinigtes Königreich) ausgetragen.
Im Vereinigten Königreich (UK), Frankreich, Dänemark, der Volksrepublik China, Japan, Kanada, Australien, den USA und Schweden wird eher unregelmäßig gespielt. Im Vereinigten Königreich gibt es seit 2007 wieder eine Liga. In Asien finden seit 2004 regelmäßige Spiele zwischen Hongkong und Singapur statt. Seit 2007 spielt auch Korea auf dem internationalen Parkett mit.

### Weltmeisterschaften
Seit 1994 wird auf der weltweit alle zwei Jahre stattfindenden Unicon (Weltmeisterschaft im Einradfahren) auch ein Einradhockey-Weltmeister ausgespielt. Bis ins Jahr 2004 konnte stets ein Team aus Deutschland den Titel erlangen. Seit 2004 gelang dies meist den Schweizer Einradhockey-Teams.
Im Juli 2004 bei der UNICON XII in Tokio (Japan) gelang mit dem Sieg der Schweiz der erste nicht-deutsche Titelgewinn. Im Juli 2006 konnte das Swiss Power Team den Weltmeistertitel auf der UNICON XIII in Langenthal (Schweiz) verteidigen. Bei der UNICON XIV im Jahr 2008 in Kopenhagen (Dänemark) ging der Titel dann wieder nach Deutschland. Der EHC Bochum setzte sich in einem deutschen Finale gegen die Gallier vom SKV Mörfelden durch. Im Jahr 2010 bei der UNICON XV in Wellington (Neuseeland) ging der Weltmeistertitel wieder in die Schweiz, nachdem das Swiss Team die deutsche Mannschaft Deserteure im Finale besiegte. Bei der UNICON XVI in Brixen (Italien) 2012 verteidigte das neuformierte Swiss Team den Weltmeistertitel erfolgreich gegen die deutsche Mannschaft Baukau Boogaloos, die sich wiederum zwei Jahre später (2014) bei der UNICON XVII in Montreal (Kanada) im gleichlautenden Finale gegen die Schweizer durchsetzen konnte. Auf der UNICON XVIII im Jahr 2016 in San Sebastian (Spanien) und auf der UNICON XIX im Jahr 2018 in Ansan (Südkorea) gewann das Swiss Team.